# Hotchkiss H-35
Der Hotchkiss H-35 (auch Char léger modèle 1935 H) war ein leichter französischer Panzer von Hotchkiss et Cie, der kurz vor dem Zweiten Weltkrieg entwickelt wurde und in diesem eingesetzt wurde.

## Entwicklung
Das französische Rüstungsprogramm von 1926 sah weiterhin einen leichten, kostengünstigen und einfach zu fertigenden Panzer vor, der die Infanterie im Gefecht begleiten konnte (Char d’accompagnement). Dies war bei der Einführung der Panzer die Rolle des Char (französischer Begriff für Panzer) Renault FT gewesen, und dieser war noch immer in großen Stückzahlen vorhanden. Die rasante technische Weiterentwicklung verlangte jedoch, dass ein Ersatz für dieses Fahrzeug eingeführt werden musste.
Im Jahr 1933 machte das Unternehmen Hotchkiss in eigener Initiative einen wegweisenden Vorschlag für einen neuen leichten Begleitpanzer für die Infanterie, Char d’accompagnement, der später zum Hotchkiss H-35 werden sollte. Hierbei werden viele große Komponenten, insbesondere das Chassis, in Gussstahl ausgeführt und dann miteinander verschraubt. Der Vorstoß von Hotchkiss brachte den Rüstungsausschuss (Conseil Consultatif de l’Armement) dazu, noch im August 1933 eine neue Ausschreibung für einen Panzer in der 6-t-Klasse zu veröffentlichen, den Plan 1933. Auf diese Ausschreibung reagierten 14 Firmen, von denen letztlich 5 einen Prototyp vorstellten. Gemäß dieser Ausschreibung sollten die Panzer rundum 30 mm stark gepanzert sein. Zu den interessierten Firmen mit Prototypen gehörten APX und auch FCM. Renault schaffte es letztlich am 20. Dezember 1934, noch vor Hotchkiss, seinen neuen Prototyp, den Renault ZM, vorzustellen.
Am 18. Januar 1935 stellte Hotchkiss seinen Weichstahl-Prototyp bei der Commission d’Expérience du Matériel Automobile (CEMA) in Vincennes vor. Dabei handelte es sich um eine Tankette ohne Turm mit MG-Bewaffnung. Dieses Fahrzeug wurde bis zum 4. März 1935 getestet und dann durch einen identischen zweiten Prototyp ersetzt, mit dem die weiteren Tests durchgeführt wurden. Beide vorgestellten Fahrzeuge wurden schließlich zurückgewiesen, da am 21. Juni 1934 die geforderte Panzerstärke auf 40 mm angehoben worden war. Das Modell von Hotchkiss wurde letztlich am 27. Juni 1935 unter der Bedingung genehmigt, dass die erforderlichen Nachbesserungen umgesetzt würden.
Am 19. August wurde der dritte Prototyp präsentiert, der nun mit einem gegossenen APX-Turm und einer überarbeiteten Wanne versehen war. Die folgenden Tests wurden am 20. September abgeschlossen und das Modell wurde freigegeben. Am 6. November 1935 erfolgte die erste Bestellung über 200 Fahrzeuge.

## Produktion
Es war geplant, dass die erste Bestellung zwischen Juli 1936 und Juli 1937 ausgeliefert werden sollte, jedoch verzögerte sich die Auslieferung. Schon am 7. September 1936 waren weitere 92 Fahrzeuge bestellt worden, und es folgte eine dritte Bestellung über 108 Fahrzeuge am 23. Januar 1937.
Die Fahrzeuge wurden mit den fortlaufenden Seriennummern 40000 bis 40400 gefertigt.
Anzumerken ist die problematische Situation bezüglich der Panzertürme. Obwohl bis Januar 1937 einhundertzweiunddreißig Fahrzeugwannen produziert worden waren, war keines der Fahrzeuge fertiggestellt, da die Türme nicht geliefert wurden.

## Einsatz

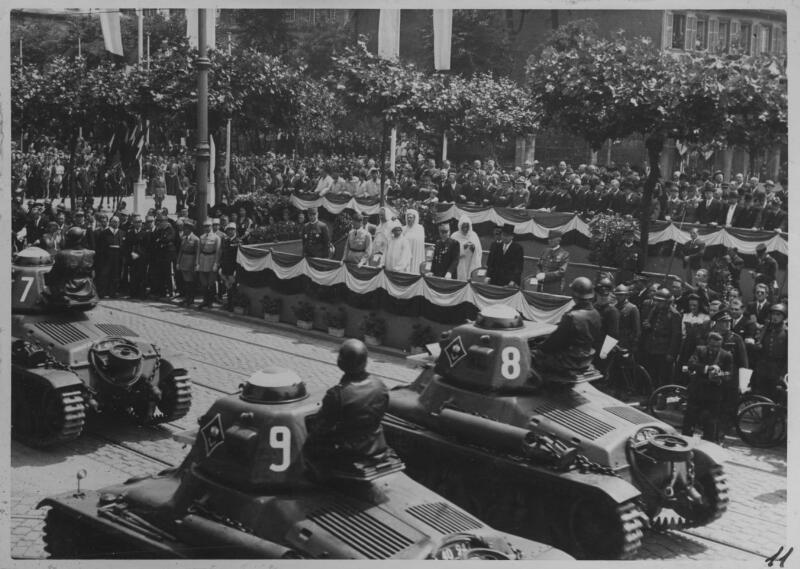
Parade vor dem Sultan von Marokko 11. Juli 1939

Bis 1939 sind 400 Exemplare gebaut worden, die zu drei Vierteln an die Kavallerie und zu einem Viertel an die Infanterie ausgeliefert wurden. Der H 35 konnte im Zweiten Weltkrieg im Gefecht mit den meisten deutschen Panzern durchaus bestehen, doch beschränkten geringe Höchstgeschwindigkeit und kleiner Fahrbereich seine Beweglichkeit. Seine Feuerkraft war aber unzureichend, um Panzer der Typen Panzer III oder IV zu vernichten. Die dafür nötigen Eigenschaften wurden erst beim Hotchkiss H-39 verbessert. Ein weiterer Nachteil war die Besatzung von nur zwei Mann. Der Kommandant war zugleich Richt- und Ladeschütze für die Kanone und bediente das Maschinengewehr. Ein Funkgerät gab es nicht.

## Weiterentwicklung H-38 und H-39

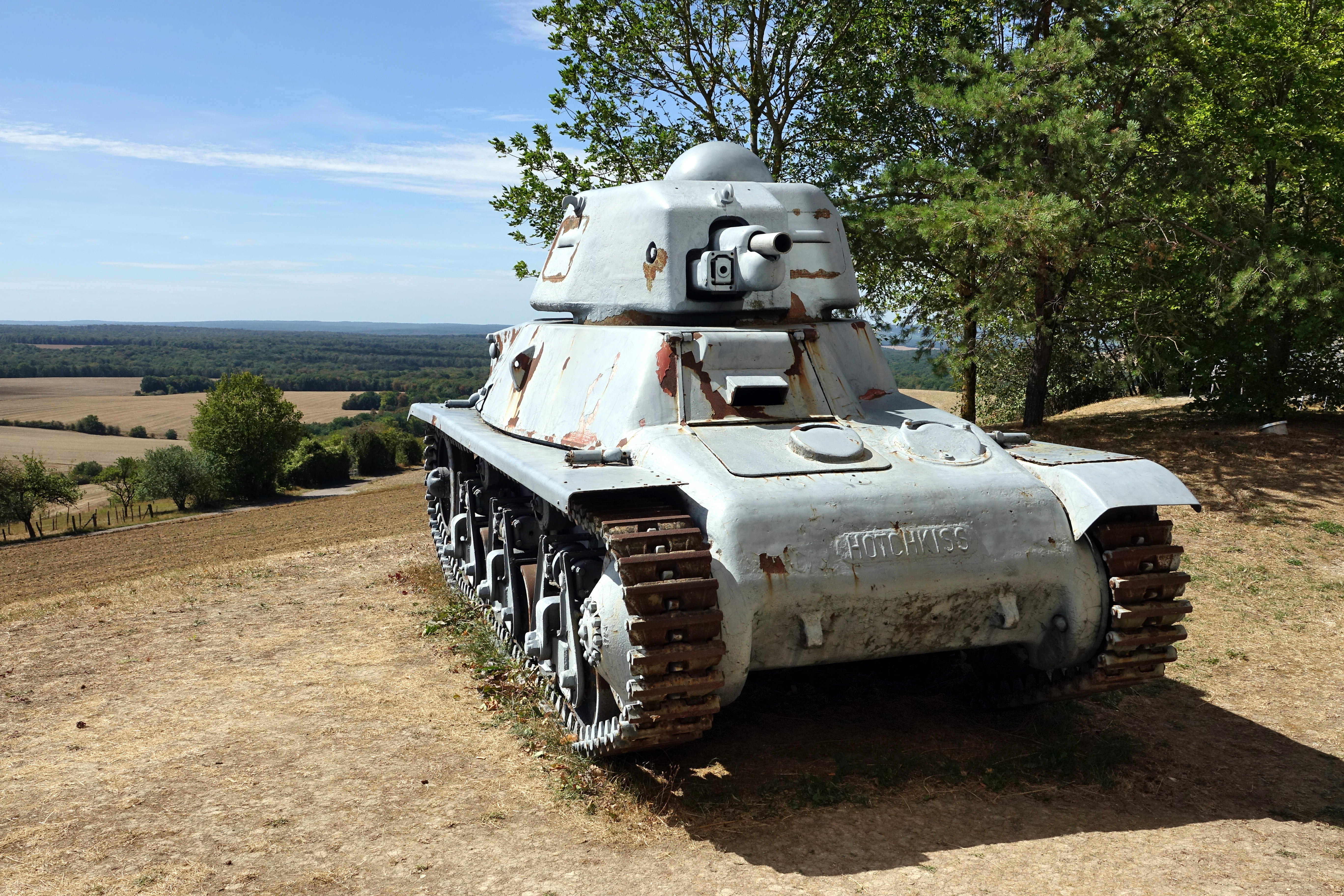
Char Hotchkiss H39 in Colombey-les-Deux-Églises (Haute-Marne, France)

Nach der Fertigstellung der ersten drei Aufträge des H-35 wurden von Hotchkiss noch mindestens 800 überarbeitete Typen H-38 gebaut.
Die französische Kavallerie forderte eine höhere Geschwindigkeit, und um diese Anforderung zu erfüllen, wurden ab Oktober 1936 Versuche durchgeführt, einen stärkeren Motor einzubauen. Der erste neue Prototyp war 1937 fertig und hatte 120 PS statt bisher 78 PS. Der stärkere Motor vom Typ 6 L 6 benötigte mehr Platz; deshalb musste auch die hintere Oberwanne verändert werden. Zur Verbesserung der Geschwindigkeit wurden auch Änderungen an der Radaufhängung vorgenommen, die letztlich das Gewicht auf 12,1 t ansteigen ließen. Doch mit einer neuen Höchstgeschwindigkeit von 36,5 km/h war nicht nur eine erhebliche Geschwindigkeitssteigerung erreicht worden, auch ließ sich das Fahrzeug nun viel besser steuern.
Also wurde entschieden, den Entwurf auch der Commission d'Expérimentations de l’Infanterie nochmals vorzuführen, was am 31. Januar 1939 geschah. Diese hatte das Fahrzeug zuvor abgelehnt. Tatsächlich wurde der, nun von offizieller Seite als Char léger modèle 1935 H modifié 39 bezeichnete, Panzer freigegeben. Zusätzlich wurde am 18. Februar entschieden, dass dieses Modell ab dem 401. Fahrzeug das vorher gebaute Modell ablösen sollte. Für den verbesserten Typ wurden in Summe Aufträge für 900 Fahrzeuge erteilt.
Für den neuen Typ verwendete Hotchkiss selbst die Bezeichnung Char léger Hotchkiss modèle 38 série D, während die Bezeichnung Char léger Hotchkiss modèle 35 série B für die frühen Fahrzeug galt. Diese neue Werksbezeichnung sorgte für viel Verwirrungen, da ja der Panzer im Wesentlichen der gleiche geblieben war, nur eben eine spätere Ausführung darstellte. Doch um eine klare Unterscheidung zu ermöglichen, bürgerte sich schon damals die Bezeichnung H-38 ein.
Die letzte Änderung erfuhr das Fahrzeug mit der Einführung der 3,7-cm-Kanone L/33 SA38. Das Fahrzeug hieß bereits offiziell „Char léger modèle 1935H modifié 39“ (s. o.), doch mit der neuen Bewaffnung wurde die Bezeichnung Hotchkiss H 39 bekannt.

## Weitere Verwendung bei der Wehrmacht
Nach dem Abschluss der Angriffsoperationen im Westen, die mit der französischen Kapitulation endeten, waren viele H-35, H-38 und H-39 von der Wehrmacht erbeutet worden. Die noch im schnellen Wachstum befindliche deutsche Armee nutzte einen Teil unmittelbar und nach Umbau als
- Panzerkampfwagen 35 H 734(f) – Pz. Kpfw. 35 H 734 (f)
- Panzerkampfwagen 38 H 735(f) – Pz. Kpfw. 38 H 735 (f)
- 7,5-cm-PaK 40 auf Fgst. Pz. Kpfw. 38 H (f) – Marder I
- 10,5-cm-leFH 18/40 auf Geschützwagen 38 H (f)
- Großer Funk- und Befehlspanzer 38 H (f)
- Mörserzugmittel auf Fgst. Pz. Kpfw. 38 H (f)

Hierbei wurde für erbeutete und geringfügig veränderte Fahrzeuge eine Fremdgerätekennnummer, hier 734 und 735, vergeben. Die Wehrmacht interessierte sich in der Unterscheidung der Fahrzeuge nicht für die Bewaffnung, so dass die Bezeichnung H-39 keine Berücksichtigung fand. Nur die technisch unterschiedlichen Fahrgestelle fanden Berücksichtigung, so dass nur die Typen H-35 und H-38 auftauchen.
Bei größeren Umbauten entfiel die Kennnummer und es wurde eine funktionale Bezeichnung gewählt, die jedoch die Herkunft des Fahrzeugs aufzeigte, wie Pz.Kpfw. 38 H (f).